# جعفر بی‌لی
جعفر بی‌لی (به لاتین: Cəfərbəyli) یک منطقه مسکونی در جمهوری آذربایجان است که در شهرستان آغجه‌بدی واقع شده است. جعفر بی‌لی ۷۵۰ نفر جمعیت دارد.